# Platyxanthoides
Platyxanthoides es un género de insecto coleóptero de la familia Chrysomelidae.

## Especies
Las especies de este género son:
- Platyxanthoides insularis (Gressitt & Kimoto, 1963)
- Platyxanthoides magenta (Gressitt & Kimoto, 1963)
- Platyxanthoides variceps Laboissiere, 1933